# 1982년
1982년은 금요일로 시작하는 평년이다.

## 사건
- 1월 5일 - 대한민국 정부, 야간통행금지 해제.
- 1월 22일 - 전두환 정부, 민족화합민주통일방안 발표.
- 3월 27일 - 대한민국, 한국프로야구(현재의 KBO 리그) 출범.
- 4월 2일 - 포클랜드 전쟁 발발.
- 4월 26일 - 경상남도 의령에서 우순경 사건 발생.
- 5월 20일 - 대한민국, 검찰이 이철희 장영자 어음 사기 사건 수사 결과를 발표하다.
- 8월 9일 - 이란의 반다르 호메이니항 부근 해역에서 하역을 마치고 돌아오던 대한민국 삼보해운 소속 화물선 삼보배너호(선장 김성철•16,358t)가 이란-이라크 전쟁의 포격전 와중에 피격되어 침몰하였다. 선원 30명 중 1명 사망, 8명 실종, 4명이 부상하였다.
- 8월 21일 - 팔레스타인해방기구(PLO), 레바논 철수 개시.
- 9월 12일 - 중화인민공화국, 당주석제도 폐지, 당총서기에 후야오방(胡耀邦) 선출.
- 9월 21일 - 대한민국 16대 김상협 국무총리 취임.
- 11월 12일 - 유리 안드로포프가 소련의 서기장에 취임.
- 11월 24일 - 네덜란드, 빔 코크의 노동조합연맹과 크리스 판 베인의 경영자단체연합 사이의 바세나르 협약으로 임금인상억제정책이 실시되다.
- 11월 30일 - 역사적 명반이자 세계에서 가장 많이 팔린 앨범 마이클 잭슨의 Thriller  발매
- 12월 29일 - 대구 최초의 특급호텔인 금호관광호텔(현재 아미고호텔)에서 화재사고가 일어났다. 인도네시아 교민회장 장달수 씨를 포함 투숙객 10명이 숨지고, 관광객 20명이 다쳤다.

## 문화
- 1월 15일 - 프로 야구 팀 OB 베어스(현 두산 베어스)창단.
- 1월 25일 - KBS 2TV의 광고방송(상업광고방송)의 형식 변경 및 KBS 1TV의 광고방송(상업광고방송)을 블록식광고에 평일 및 주말,공휴일까지 광고시간을 줄임. 라디오채널인 KBS 제1라디오와 KBS 제1FM 및 KBS 제2라디오도 KBS 1TV와 KBS 2TV랑 같이 광고방송(상업광고방송) 실시.[1]
- 1월 26일 - 프로 야구 팀 MBC 청룡(현 LG트윈스) 창단.
- 1월 30일 - 프로 야구 팀 해태 타이거즈(현 KIA 타이거즈) 창단.
- 2월 3일 - 프로 야구 팀 삼성 라이온즈 창단.
- 2월 5일 - 프로 야구 팀 삼미 슈퍼스타즈 창단.
- 2월 6일 - 대전대 고글파이브 방송 시작.
- 2월 22일 - 실업 야구팀 롯데 자이언츠 프로팀으로 승격
- 3월 5일 - 우주형사 갸반 방송 시작.
- 3월 17일 - 문화방송, 여의도 사옥에서 방송 시작.
- 3월 27일 - 한국프로야구(現 KBO리그) 출범.
- 5월 17일 - 췬완선.
- 5월 31일 - 대한민국의 첫 인터넷이 개설되었다.
- 6월 12일 - 대한민국 500원 동전이 처음으로 발행되다.
- 6월 13일 - 1982년 FIFA 월드컵이   스페인에서 개막되었다.
- 6월 23일 - 도호쿠 신칸센 개통.
- 7월 15일 - 서울종합운동장 야구장이 개장하다.
- 8월 5일 - 중화인민공화국 칭다오시에서 칭다오 류팅 국제공항이 개항되었다.
- 8월 28일 - 대한민국, 독립기념관건립준비위원회 발족해 범국민성금운동 벌이기로 결정.
- 9월 4일 - 대한민국 야구 대표팀이 제27회 세계 야구 선수권 대회에서 우승을 차지하였다.
- 9월 19일 - 스코트 팰만이 처음으로 ":-)"와 ":-("의 이모티콘을 제안하다.
- 9월 22일 - 전자신문 창간.
- 9월 24일 - 서울 국제무역박람회가 개막하였다.
- 9월 28일 - 대한민국, 한강 종합 개발 사업 착공.
- 10월 12일 - KBO 리그 한국시리즈 6차전에서 OB 베어스가 삼성 라이온즈를 8대 3으로 꺾고 시리즈 전적 4승 2패로 통산 1번째 우승을 달성하였다.
- 11월 16일 - 아시아 올림픽 평의회 설립.
- 11월 19일 - 1982년 아시안 게임이   인도 뉴델리에서 개최되었다.
- 12월 2일 - 대한민국에서 1983학년도 학력고사 실시
- 12월 23일
  - 서울 지하철 2호선이 종합운동장 ~교대 구간이 개통되었다.
  - 서울지하철공사 로고(CI) 변경
- 날짜 미상 - 삼성전자가 국산 개인용 8비트 컴퓨터 1호인 SPC-1000을 개발했다.
- 날짜 미상 - 택시 합승이 전면 금지되었다.

## 탄생

### 1월
- 1월 1일
  - 대한민국의 래퍼 더블 케이.
  - 대한민국의 희극인 하박.
  - 대한민국의 씨름 선수 박영배. (~2013년)
  - 아르헨티나의 테니스 선수 다비드 날반디안.
  - 우루과이의 축구 선수 에히디오 아레발로.
- 1월 2일
  - 대한민국의 배우 김지현.
  - 대한민국의 가수 윤희.
- 1월 3일
  - 대한민국의 가수, 배우 박지윤.
  - 이탈리아의 사격 선수 루카 테스코니.
- 1월 4일
  - 대한민국의 배우 강혜정.
  - 중화민국의 역도 선수 천웨이링.
- 1월 5일
  - 일본의 야구 선수 아오키 노리치카.
  - 일본의 유도 선수 쓰카다 마키.
- 1월 6일 - 영국의 배우 에디 레드메인.
- 1월 7일
  - 대한민국의 방송인 에이미.
  - 대한민국의 성우 이지현.
  - 아일랜드의 권투 선수 케니 이건.
  - 오스트레일리아의 축구 선수 제이드 노스.
  - 일본의 배우 토미타 쇼.
  - 조선민주주의인민공화국의 축구 선수 량용기.
- 1월 8일 - 대한민국의 미디어아티스트 문준용.
- 1월 9일
  - 대한민국의 배우 김진형.
  - 미국의 배우 가비 호프먼.
  - 영국 왕세손 케임브리지 공작 윌리엄의 부인 웨일스 공비 캐서린.
- 1월 10일
  - 일본의 성우 후쿠엔 미사토.
  - 이란의 축구 선수 모함마드 노스라티.
- 1월 11일
  - 대한민국의 배우 손예진.
  - 이란의 축구 선수 모함마드 노스라티.
- 1월 12일
  - 대한민국의 전 가수 채건.
  - 대한민국의 방송인 최영재.
- 1월 13일 - 대한민국의 래퍼 추플렉스 (마이티 마우스).
- 1월 14일 - 스페인의 축구 선수 빅토르 발데스.
- 1월 15일
  - 대한민국의 전 가수, 배우 강세정.
  - 대한민국의 배우 최하나.
- 1월 16일
  - 대한민국의 군인 출신 대학 교수, 정치인 조동연.
  - 대한민국의 농구 선수 김민수.
  - 튀르키예의 축구 선수, 지도자 툰자이 샨르.
- 1월 17일 - 대한민국의 가수 환희 (플라이 투 더 스카이).
- 1월 18일
  - 대한민국계 미국인 요리사 안성재.
  - 체코의 펜싱 선수 이르지 베란.
- 1월 19일
  - 일본의 정치인 나카소네 야스타카.
  - 미국의 정치인 피트 부티지지.
- 1월 22일 - 중국의 수영 선수 천화.
- 1월 23일 - 대한민국의 전 배우 백명희.
- 1월 24일 - 미국의 배우 겸 가수 더비드 디그스.
- 1월 25일
  - 일본의 가수, 배우 사쿠라이 쇼 (아라시).
  - 대한민국의 프리랜서 아나운서 박선영.
- 1월 26일
  - 대한민국의 가수 KCM.
  - 일본의 가수 무라카미 싱고 (칸쟈니∞).
  - 대한민국의 배우 김근현.
- 1월 27일 - 잉글랜드의 전 축구 선수 리스 에번스.
- 1월 28일 - 대한민국의 게임 개발자 금강선.
- 1월 29일
  - 대한민국의 축구 선수 김동진.
  - 일본의 아나운서 스즈키 나오코.
  - 미국의 가수, 작곡가, 배우 애덤 램버트.
- 1월 30일
  - 브라질의 축구 선수 나드송 호드리게스 지 소자.
  - 일본의 배우 토쿠야마 히데노리.
  - 일본의 전 축구 선수 이와마사 다이키.

### 2월
- 2월 1일 - 대한민국의 전 가수 김종욱.
- 2월 2일 - 대한민국의 바둑 기사 최유진.
- 2월 3일 - 대한민국의 야구 선수 허용.
- 2월 4일 - 대한민국의 정치인 김병민.
- 2월 5일
  - 대한민국의 배구 선수 한유미.
  - 대한민국의 가수 휘성.
  - 일본의 성우 코바야시 유우.
  - 아르헨티나의 축구 선수 로드리고 팔라시오.
- 2월 6일
  - 대한민국의 희극인 허미영.
  - 잉글랜드의 배우 앨리스 이브.
- 2월 7일
  - 대한민국의 희극인 김민정.
  - 대한민국의 응원단장 김상헌.
  - 일본의 배우 무카이 오사무.
- 2월 8일
  - 러시아의 스피드 스케이팅 선수 이반 스코브레프.
  - 대한민국의 배우 김시온.
- 2월 9일
  - 대한민국의 전 야구 선수 성민국.
  - 대한민국의 성우 심규혁.
- 2월 10일
  - 대한민국의 바둑 기사 옥득진.
  - 대한민국의 사격 선수 최대영.
  - 일본의 성우 호소야 요시마사.
- 2월 11일 - 대한민국의 가수 화요비.
- 2월 12일
  - 대한민국의 배우 정수영.
  - 대한민국의 배우 공은국.
- 2월 13일
  - 대한민국의 가수, 성우, 뮤지컬 배우 라준.
  - 대한민국의 배구 선수 윤봉우.
  - 대한민국의 가수 윤도.
  - 대한민국의 레이싱 모델 황미희.
- 2월 14일
  - 슬로바키아의 아이스하키 선수 마리안 가보리크.
  - 에스토니아의 조정 선수 안드레이 얨새.
- 2월 15일
  - 대한민국의 가수 김건우.
  - 대한민국의 영화 감독 윤가은.
- 2월 16일
  - 대한민국의 배우 이민정.
  - 대한민국의 양궁 선수 이창환.
  - 대한민국의 희극인 이종규.
  - 대한민국의 배우 설창희.
- 2월 17일
  - 브라질의 축구 선수 아드리아누 레이치 히베이루.
  - 대한민국의 음악가 이정길.
- 2월 19일
  - 대한민국의 희극인 곽한구.
  - 대한민국의 배우 정민진.
- 2월 20일
  - 대한민국의 가수 장기하.
  - 대한민국의 배우 이켠.
  - 대한민국의 배우 이은.
- 2월 21일 - 대한민국의 가수 박혜신.
- 2월 22일
  - 대한민국의 뮤지컬 배우 차지연.
  - 대한민국의 아나운서 이선영.
- 2월 23일
  - 대한민국의 배우 승규. (~2012년)
  - 미국의 배우 애덤 핸버드.
- 2월 24일
  - 대한민국의 배우 박다안.
  - 일본의 전 가수 melody.
- 2월 25일
  - 대한민국의 배우, 미스코리아 박지원.
  - 대한민국의 가수 간미연.
  - 대한민국의 배우 한가인.
  - 대한민국의 드러머 김민혁. (전기뱀장어)
  - 일본의 가수, 배우 오타니 마사에.
- 2월 26일
  - 미국의 싱어송라이터 네이트 루스 (Fun.).
  - 중국의 테니스 선수 리나.
- 2월 27일 - 대한민국의 작곡가 이현승.
- 2월 28일 - 대한민국의 뮤지컬 배우 서홍석.

### 3월
- 3월 1일
  - 대한민국의 모델, 배우 김민희.
  - 대한민국의 희극인 신종령.
  - 대한민국의 아나운서 최현호.
  - 러시아의 배구 선수 알렉산드르 소콜로프.
- 3월 2일
  - 대한민국의 만화가 이종범.
  - 대한민국의 배우 박성현.
- 3월 3일
  - 대한민국의 아나운서 류이라.
  - 대한민국의 화교출신 전 가수 장신민 (Uno).
  - 미국의 배우 제시카 비엘.
- 3월 4일
  - 미국의 축구 선수 랜던 도너번.
  - 대한민국의 희극인 이상훈.
  - 대한민국의 전 야구 선수 손승락.
- 3월 5일 - 대한민국의 배우 하석진.
- 3월 7일 - 대한민국의 야구 선수 김동건.
- 3월 8일
  - 대한민국의 가수 채은정 (클레오).
  - 대한민국의 트로트 가수 써니.
  - 브라질의 배우 마르조리 이스치아누.
- 3월 9일 - 대한민국의 베이시스트 신준기.
- 3월 10일
  - 일본의 배우 타카하시 미츠오미.
  - 대한민국의 아나운서 오승훈.
  - 대한민국의 전 축구 선수 박성우.
- 3월 11일
  - 미국의 배우 소라 버치.
  - 대한민국의 배우 안시하.
- 3월 12일
  - 대한민국의 배우 박민정.
  - 대한민국의 전직 스타크래프트 프로게이머 김선기.
  - 대한민국의 언론인 이지선.
- 3월 13일
  - 대한민국의 배우 이수경.
  - 대한민국의 전 배우 신애.
  - 일본의 성우 하타노 와타루.
- 3월 14일
  - 대한민국의 배우 김혜화.
  - 대만의 태권도 선수 주무옌.
- 3월 15일
  - 대한민국의 전 프로게이머 강민.
  - 일본의 배우 나카무라 유리.
  - 대한민국의 희극인 김주현.
- 3월 16일
  - 대한민국의 배우 김보경.
  - 대한민국의 배우 이세나.
  - 대한민국의 래퍼 비즈니즈 (I.F).
  - 미국의 야구 선수 브라이언 윌슨.
  - 일본의 배우 가모 마유.
- 3월 17일 - 일본의 전 축구 선수 야쓰다 고스케.
- 3월 18일
  - 대한민국의 영화배우 박인영.
  - 대한민국의 배구 선수 김정훈.
- 3월 19일 - 대한민국의 성우 전상조.
- 3월 20일 - 대한민국의 배우 박태성.
- 3월 21일 - 일본의 재일 한국인 배우 공대유.
- 3월 22일
  - 대한민국의 싱어송라이터 데이라이트.
  - 대한민국의 소아과 의사, 제22대 국회의원 이주영.
  - 몽골의 권투 선수 오랑치메깅 뭉흐에르덴.
- 3월 23일
  - 대한민국의 배우 정태우.
  - 캐나다의 배우 니컬러스 라이트.
- 3월 24일
  - 대한민국의 배우 한채아.
  - 일본의 성우 KENN.
- 3월 25일
  - 미국의 희극인, 배우 제니 슬레이트.
  - 대한민국의 씨름 선수 박영배. (~2013년)
- 3월 26일
  - 스페인의 축구 선수 미켈 아르테타.
  - 독일의 전 축구 선수 안드레아스 힝켈.
  - 미국의 야구 선수 브랜던 라이언.
- 3월 27일
  - 불가리아의 요리사 미카엘 아쉬미노프.
  - 대한민국의 바둑 기사 권효진.
- 3월 28일
  - 대한민국의 야구 선수 신재웅.
  - 대한민국의 성우 이윤희.
  - 대한민국의 육상 선수, 해머던지기 이윤철.
  - 온두라스의 축구 선수 왈테르 마르티네스.
  - 파나마의 축구 선수 루이스 테하다. (~2024년)
- 3월 29일
  - 일본의 전 가수, 전 배우, 경영인 타키자와 히데아키.
  - 대한민국의 제11대 경기도의원 이은미.
- 3월 30일
  - 대한민국의 야구 선수 윤요섭.
  - 대한민국의 가야금 연주가, 작곡가, 무용가 한테라.
- 3월 31일 - 중국의 영화 감독 클로이 자오.

### 4월
- 4월 1일  - 대한민국의 야구 선수 박정배.
- 4월 2일 - 대한민국의 가수 권순관.
- 4월 3일
  - 대한민국의 가수 윤화재인.
  - 북한인권운동가의 의원 지성호.
  - 캐나다의 배우 코비 스멀더스.
  - 알제리의 댄서, 배우 소피아 부텔라.
- 4월 4일 - 대한민국의 아나운서 강미정.
- 4월 5일
  - 영국의 배우 헤일리 앳웰.
  - 대한민국의 야구 선수 제춘모.
  - 대한민국의 축구 선수 김상기.
  - 대한민국의 성우 권문정.
- 4월 6일
  - 대한민국의 뮤지컬 배우 홍광호.
  - 대한민국의 쇼트트랙 선수 이승재.
  - 대한민국의 가수 김우경.
- 4월 7일 - 대한민국의 배우 고동현.
- 4월 9일
  - 캐나다의 배우 제이 배러셜.
  - 대한민국의 희극인 김진규.
  - 대한민국의 축구 선수 조성환.
  - 대한민국의 배우 이민웅.
- 4월 10일
  - 미국의 야구 선수 앤드리 이시어.
  - 대한민국의 영화배우 이솔.
- 4월 11일
  - 대한민국의 아나운서 출신 배우 최송현.
  - 대한민국의 배우 줄리엔 강.
  - 대한민국의 야구 선수 박종윤.
  - 대한민국의 성우 김현지.
  - 대한민국의 작사가 겸 가수 간종우, 간종욱.
- 4월 12일 - 미국의 종합격투기 선수 길버트 멜렌데즈.
- 4월 13일 - 미국의 가수, 래퍼 타이 달라 사인.
- 4월 14일 - 러시아의 사회운동가 일다르 다딘. (~2024년)
- 4월 15일
  - 미국의 배우 세스 로건.
  - 일본의 전 축구 선수 니시노 고헤이.
- 4월 16일
  - 대한민국의 배우 이소연.
  - 대한민국의 배우 금단비.
  - 미국의 배우 지나 카라노.
- 4월 17일
  - 대한민국의 배우 이준기.
  - 대한민국의 배우 이시영.
- 4월 18일
  - 대한민국의 배우 이서이. (~2025년)
  - 아일랜드의 권투 선수 대런 서덜랜드. (~2009년)
- 4월 19일
  - 미국의 성우, 배우 커샌드라 모리스.
  - 대한민국의 리그 오브 레전드 프로게임단 지도자 강동훈.
- 4월 20일 - 대한민국의 가수 신재원.
- 4월 21일 - 대한민국의 전 가수, 배우 유현수.
- 4월 22일
  - 대한민국의 가수, 방송인 백장미.
  - 브라질의 축구 선수 카카.
  - 일본의 성우 시타야 노리코.
- 4월 23일
  - 대한민국의 사격 선수 김윤미.
  - 미국의 전 축구 선수 카일 베커맨.
  - 대한민국의 가수 김선희.
- 4월 24일
  - 미국의 가수 켈리 클락슨.
  - 대한민국의 트로트 가수 시타야 노리코.
  - 대한민국의 축구 선수 김주환.
  - 대한민국의 가수 정미애.
- 4월 25일
  - 대한민국의 야구 선수 채병용.
  - 대한민국의 작곡가 이치원.
  - 프랑스의 사회자 카린 페리.
- 4월 26일
  - 잉글랜드의 가수, 배우 존 리.
  - 쿠바의 권투 선수 양키엘 레온.
- 4월 27일
  - 대한민국의 힙합 가수 파이어스.
  - 대한민국의 야구 선수 이정호.
- 4월 28일
  - 미국의 성우 로비 데이먼드.
  - 미국의 배우, 댄서, 가수, 안무가 해리 셤 주니어.
- 4월 30일 - 미국의 배우 커스틴 던스트.

### 5월
- 5월 1일
  - 영국의 배우 제이미 도넌.
  - 크로아티아의 축구 선수 다리요 스르나.
- 5월 2일 - 대한민국의 배우 고규필.
- 5월 3일
  - 영국, 미국의 배우 리베카 홀.
  - 대한민국의 희극인 한송희.
  - 대한민국의 양궁 선수 주현정.
  - 대한민국의 기업인 정기선.
- 5월 4일
  - 대한민국의 가수 이소은.
  - 대한민국의 가수 자두 (더 자두).
  - 대한민국의 야구 선수 이우민.
  - 대한민국의 가수 한수영.
- 5월 6일
  - 대한민국의 기자 윤태윤.
  - 대한민국의 배우 안형준.
  - 대한민국의 가수 메이.
- 5월 7일
  - 대한민국의 가수, 음악가, 음악프로듀서 정재일.
  - 조선민주주의인민공화국의 축구 선수 남성철.
  - 베네수엘라의 야구 선수 루이스 히메네스.
- 5월 8일
  - 미국의 야구 선수 아드리안 곤살레스.
  - 일본의 성우 후쿠하라 고헤이.
- 5월 9일
  - 대한민국의 축구 선수 김정우.
  - 대한민국의 야구 선수 장민석.
- 5월 10일
  - 대한민국의 VJ 붐.
  - 대한민국의 희극인 홍현희.
  - 대한민국의 배우 김학진.
  - 대한민국의 전직 스타크래프트 프로게이머 김동우.
  - 영국의 축구 선수 아데바요 아킨펜와.
- 5월 11일
  - 대한민국의 희극인 문세윤.
  - 캐나다의 배우 코리 몬티스.
- 5월 12일
  - 대한민국의 성우 진정일.
  - 대한민국의 배우 김한종.
  - 대한민국의 야구 선수 최훈락.
- 5월 13일
  - 대한민국의 가수 이탁.
  - 일본의 언론인, 아나운서 타도코로 다쿠야.
- 5월 14일
  - 대한민국의 배우 연미주.
  - 대한민국의 성우 이민규.
  - 대한민국의 미스코리아 박희정.
- 5월 15일 - 일본의 배우 후지와라 타츠야.
- 5월 16일
  - 대한민국의 배우 주지훈.
  - 대한민국의 축구 선수 손승준.
- 5월 17일 - 대한민국의 희극인 이종호.
- 5월 18일 - 대한민국의 배우 임주환.
- 5월 19일 - 잉글랜드의 배우 리베카 홀.
- 5월 20일
  - 대한민국의 배우 김민식.
  - 체코의 축구 선수 페트르 체흐.
  - 대한민국의 가수 란.
- 5월 22일
  - 대한민국의 배우 김무열.
  - 러시아의 배구 선수 타라스 흐테이.
  - 미국의 쇼트트랙 선수 아폴로 앤턴 오노.
  - 조선민주주의인민공화국의 축구 선수 홍영조.
- 5월 23일 - 마케도니아의 축구 선수 스테비차 리스티치.
- 5월 24일 - 대한민국의 연극배우 김율.
- 5월 25일
  - 대한민국의 배우 비류, 온조.
  - 대한민국의 배우, 방송인 이동진.
  - 대한민국의 배우 이미도.
  - 독일의 권투 선수 비탈리 타이베르트.
  - 브라질의 축구 선수 호제르 게헤이루.
- 5월 26일
  - 대한민국의 시인 오은.
  - 일본의 성우 마에노 토모아키.
  - 대한민국의 성우 조민수.
- 5월 27일 - 캐나다의 프로레슬링 선수 나탈리아 나이드하트.
- 5월 28일 - 대한민국의 전 축구 선수 김민성
- 5월 29일
  - 대한민국의 야구 선수 김태균.
  - 이탈리아의 배우 라파엘라 레아.
- 5월 31일
  - 대한민국의 쇼핑 호스트 이민웅.
  - 이스라엘의 축구 선수 탈 벤 하임.

### 6월
- 6월 1일
  - 일본의 야구 선수 셋쓰 다다시.
  - 대한민국의 야구 선수 정원.
- 6월 2일
  - 대한민국의 배우 나승호.
  - 대한민국의 배우 오창석.
- 6월 3일
  - 대한민국의 만화가 네스티 캣.
  - 대한민국의 전 야구 선수 이명우.
  - 대한민국의 농구 선수 방성윤.
  - 러시아의 장대놀이뛰기 선수 옐레나 이신바예바.
  - 잉글랜드의 배우 조디 휘태커.
- 6월 4일 - 대한민국의 뮤지컬 배우 김윤호.
- 6월 5일 - 대한민국의 배우 유인나.
- 6월 6일
  - 대한민국의 희극인 박초은.
  - 대한민국의 모델, 배우 오민혁.
  - 대한민국의 배우 조은호
- 6월 7일 - 일본의 배우 시오야 슌.
- 6월 8일 - 대한민국의 전직 스타크래프트 프로게이머 김정민.
- 6월 9일
  - 대한민국의 아나운서 김주우.
  - 일본의 만화가 후지마키 다다토시.
- 6월 10일 - 미국의 피겨 스케이팅 선수 타라 리핀스키.
- 6월 11일
  - 대한민국의 가수 보나.
  - 미국의 농구 선수 다이애나 토라시.
  - 대한민국의 전직 스타크래프트 프로게이머 이운재.
  - 대한민국의 배우 허준석.
- 6월 12일
  - 대한민국의 뮤지컬 배우 김상아.
  - 대한민국의 배우 조수현.
- 6월 13일 - 대한민국의 전 희극인 김미려.
- 6월 14일
  - 대한민국의 배우 서재경.
  - 중국의 피아니스트 랑랑.
- 6월 15일
  - 대한민국의 변호사 배승희.
  - 대한민국의 VJ 월리.
- 6월 16일
  - 스페인의 전 핸드볼 선수 알베르트 로카스.
  - 캐나다의 전직 모델, 배우 미시 페러그림.
- 6월 17일
  - 영국의 성우 겸 배우 아서 다빌.
  - 영국의 배우 조디 휘태커.
- 6월 18일 - 이탈리아의 전 축구 선수 마르코 보리엘로.
- 6월 19일
  - 캐나다의 전 프로게이머이자 방송인 기욤 패트리.
  - 일본의 가수 사사키 아야카.
  - 대한민국의 야구 선수 임태현.
  - 대한민국의 양궁 선수 박미경.
- 6월 20일 - 하스스톤의 前 디렉터 및 세컨드 디너 창립자 벤 브로드.
- 6월 21일
  - 대한민국의 야구 선수 이대호.
  - 영국의 왕세자 웨일스 공 윌리엄.
  - 대한민국의 영화 감독 박정훈.
- 6월 22일
  - 미국의 전 야구 선수 이언 킨슬러.
  - 대한민국의 성우 배영규.
  - 사우디아라비아의 전 축구 선수 하마드 알몬타샤리.
  - 이탈리아의 배우 바르바라 론치.
- 6월 23일 - 대한민국의 가수, 뮤지컬배우 이비.
- 6월 24일
  - 대한민국의 축구 감독 이낙영.
  - 폴란드의 배우, 가수 요안나 쿨리크.
  - 네덜란듸 배우, 댄서, 모델 로테 페르베이크.
- 6월 25일
  - 대한민국의 가수 비.
  - 대한민국의 배우 김재철.
- 6월 26일 - 대한민국의 쇼핑호스트 정수현.
- 6월 27일 - 북한의 축구 선수 리한재.
- 6월 28일 - 대한민국의 배우 정겨운.
- 6월 29일
  - 대한민국의 배우 권율.
  - 미국의 성우 매슈 머서.
  - 미국의 배우 릴리 레이브.
- 6월 30일
  - 일본의 성우 사이토 모모코.
  - 대한민국의 전 축구 선수 김진수.

### 7월
- 7월 1일 - 대한민국의 전 축구 선수 김석만.
- 7월 3일
  - 대한민국의 배우 이시언.
  - 대한민국의 야구 선수 김경수.
  - 대한민국의 전 야구 선수 황규택.
- 7월 4일 - 대한민국의 볼링 선수 안유리.
- 7월 5일
  - 이탈리아의 전 축구 선수 알베르토 질라르디노.
  - 대한민국의 배우 이주현.
- 7월 6일
  - 대한민국의 배우 박주형.
  - 대한민국의 농구 선수 김은혜.
  - 독일의 아이스하키 선수 크리스티안 에어호프.
- 7월 7일
  - 대한민국의 싱어송라이터 및 프로듀서 진보.
  - 대한민국의 희극인 이상준.
  - 일본의 범죄자 사카키바라 세이토.
- 7월 8일
  - 대한민국의 아나운서 장수연.
  - 대한민국의 야구 선수 성민규.
  - 대한민국의 전 야구 선수 손승현.
  - 미국의 배우 소피아 부시.
- 7월 9일
  - 일본의 배우 요시다 토모카즈.
  - 일본의 정치인, 전 카레이서 야마모토 사콘.
- 7월 10일
  - 대한민국의 배우 양미라.
  - 대한민국의 싱어송라이터 타루.
- 7월 11일
  - 대한민국의 뮤지컬 배우 박혜나.
  - 일본의 성우 이나무라 유나.
- 7월 12일 - 이탈리아의 전 축구 선수 안토니오 카사노.
- 7월 13일
  - 대한민국의 야구 선수 추신수.
  - 대한민국의 배우 지서윤.
  - 푸에르토 리코의 야구 선수 야디에르 몰리나.
- 7월 14일
  - 대한민국의 전 배우 김영미.
  - 대한민국의 축구 선수 김두현.
  - 일본의 전 축구 선수 후쿠시마 히로시.
- 7월 15일
  - 대한민국의 아나운서 박은영.
  - 대한민국의 야구 선수 오승환.
  - 대한민국의 배우 차도진.
  - 대한민국의 배우 박민경.
- 7월 16일 - 미국의 축구 선수 칼리 로이드.
- 7월 17일 - 대한민국의 전직 축구 선수 박성호.
- 7월 18일
  - 미국의 격투기 선수 케인 벨라스케스.
  - 미국의 가수 라이언 카브레라.
  - 인도의 배우 프리양카 초프라.
  - 폴란드의 역도 선수 마르친 도웽가.
- 7월 19일 - 베트남의 배우, 모델 ,사업가 리냐끼.
- 7월 20일
  - 대한민국의 전 야구 선수 박재상.
  - 대한민국의 방송작가 한유라.
- 7월 21일
  - 대한민국의 기상 캐스터 조현선.
  - 대한민국의 방송 기자 최윤정.
- 7월 22일 - 대한민국의 전 야구 선수 송산.
- 7월 23일 - 대한민국의 국악연주가 박지혜.
- 7월 24일
  - 미국의 배우 엘리자베스 모스.
  - 뉴질랜드의 배우 애나 패퀸.
  - 캐나다의 전 배우, 범죄자 루카 매그노타.
  - 대한민국의 성우 강환.
  - 미국의 배우 서머 글라우.
- 7월 25일
  - 대한민국의 뮤지컬 배우 한지상.
  - 중화인민공화국의 바둑 기사 웨량.
  - 미국의 배우 브래드 렌프로. (~2008년)
- 7월 26일
  - 대한민국의 가수 로운.
  - 대한민국의 범죄자 이영학.
- 7월 27일
  - 대한민국의 아나운서 박지현.
  - 대한민국의 방송인 남창희.
  - 대한민국의 배우 김근현.
  - 대한민국의 전 배구 선수 하경민.
  - 대한민국의 배우 이정준.
- 7월 28일
  - 미국의 종합격투기 선수 케인 벨라스케스.
  - 일본의 야구 선수 가메이 요시유키.
- 7월 29일
  - 대한민국의 가수 박구윤.
  - 일본의 작가 히라사카 요미.
  - 미국의 배우 앨리슨 맥.
- 7월 30일
  - 대한민국의 배우 김민정.
  - 일본의 전 축구 선수 나가토미 유야.
- 7월 31일
  - 대한민국의 배우 이상원.
  - 대한민국의 희극인 김장군.

### 8월
- 8월 1일 - 대한민국의 배우 김광민.
- 8월 2일
  - 미국의 야구 선수 그래디 사이즈모어.
  - 대한민국의 필드하키 선수 박선미.
  - 일본의 축구 선수 나가노 사토시.
- 8월 3일
  - 대한민국의 희극인 한선찬.
  - 대한민국의 영화 감독 윤성현.
- 8월 4일
  - 대한민국의 방송인, 전 아나운서 이지윤.
  - 대한민국의 배우 전미도.
  - 대한민국의 래퍼 원카인.
  - 이탈리아의 축구 선수 루카 안토니니.
- 8월 5일
  - 대한민국의 희극인 겸 배우 이도윤.
  - 대한민국의 탁구 선수 유승민.
  - 대한민국의 배우 최원준.
  - 조선민주주의인민공화국의 축구 선수 김기수.
  - 이탈리아의 전 축구 선수 미켈레 파치엔차.
- 8월 6일
  - 대한민국의 가수 오윤혜.
  - 미국의 배우 라이언 사이펙.
- 8월 7일
  - 미국의 배우 브릿 말링.
  - 우크라이나의 수영 선수 야나 클로치코바.
  - 오스트레일리아의 배우 애비 코니시.
  - 대한민국의 뮤지컬 배우 김효수.
- 8월 8일 - 대한민국의 농구 감독 구나단.
- 8월 9일
  - 대한민국의 배우 이영은.
  - 대한민국의 방송인 공서영.
  - 대한민국의 희극인 조세호.
  - 일본의 배우, 성우 구리하라 고헤이.
- 8월 10일 - 미국의 모델, 배우 데본 아오키.
- 8월 11일 - 대한민국의 기타리스트 손성희.
- 8월 12일 - 대한민국의 바둑 기사 이희성.
- 8월 13일
  - 대한민국의 전 야구 선수 정승원.
  - 미국의 배우 세바스티안 스탄.
  - 미국의 빙상 선수 샤니 데이비스.
- 8월 14일 - 대한민국의 가수 숙희.
- 8월 15일 - 일본의 배우 하야시 츠요시.
- 8월 16일
  - 대한민국의 배우 강은탁.
  - 대한민국의 만화가 박종원.
  - 대한민국의 야구 선수 백승룡.
  - 러시아의 레슬링 선수 류보비 볼로소바.
  - 미국의 성우 겸 배우 토드 하버콘.
- 8월 17일
  - 잉글랜드의 축구 선수 필 자기엘카.
  - 미국의 배우 겸 음악가 마크 샐링. (~2018년)
  - 알제리의 전 축구 선수 카림 지아니.
- 8월 18일 - 대한민국의 희극인 이문재.
- 8월 19일
  - 미국의 종합격투기 선수 스티페 미오치치.
  - 미국의 배우 멜리사 푸메로.
- 8월 20일
  - 쿠바의 레슬링 선수 미하인 로페스.
  - 대한민국의 작곡가 최현석.
- 8월 21일
  - 대한민국의 배우 이용주.
  - 대한민국의 아나운서 이혜민.
  - 대한민국의 탁구 선수 김정훈.
- 8월 22일
  - 일본의 성우 고토 마이.
  - 대한민국의 레이싱 모델 최별이.
- 8월 23일 - 미국의 수영 선수 내털리 코글린.
- 8월 24일
  - 스웨덴의 축구 선수 킴 셸스트룀.
  - 포르투갈의 축구 선수 조제 보싱와.
- 8월 25일 - 대한민국의 배드민턴 선수 정재성. (~2018년)
- 8월 26일
  - 대한민국의 배우 이엘.
  - 러시아의 방송인 일리야 벨랴코프.
- 8월 27일
  - 대한민국의 배우 장희정.
  - 스웨덴의 천체물리학자 카린 외베리.
  - 미국의 농구 선수 안드레 에밋. (~2019년)
  - 대한민국의 가수 지혜.
- 8월 28일
  - 이탈리아의 축구 선수 티아고 모타.
  - 미국의 가수 리앤 라임스.
- 8월 29일
  - 러시아의 배우 마리나 알렉산드로바.
  - 일본의 전 축구 선수 야마모토 쇼헤이.
- 8월 30일
  - 중화민국의 배우 양유닝.
  - 일본의 성우 요네자와 마도카.
- 8월 31일
  - 대한민국의 배우 김진만.
  - 스페인의 축구 선수 페페 레이나.

### 9월
- 9월 1일
  - 대한민국의 아나운서 전진영.
  - 대한민국의 래퍼, 음악가 이그니토.
- 9월 2일
  - 대한민국의 희극인 이종훈.
  - 잉글랜드의 축구 선수 조이 바턴.
- 9월 3일
  - 일본의 성우 후지무라 아유미.
  - 대한민국의 배우 김정우.
- 9월 4일 - 중국의 배우 장쥔닝.
- 9월 5일 - 중화민국의 가수 왕심릉.
- 9월 6일
  - 대한민국의 레이싱 모델, 방송인 김시향.
  - 대한민국의 희극인 정승환.
- 9월 7일 - 일본의 성우 시라이시 료코.
- 9월 8일 - 대한민국의 전직 스타크래프트, 워크래프트3 프로게이머 봉준구.
- 9월 9일
  - 일본의 가수 오오츠카 아이.
  - 대한민국의 희극인 김동규.
- 9월 10일
  - 미국의 성우, 일러스트레이터 브렛 이완.
  - 브라질의 전 축구 선수 나우두.
- 9월 11일 - 대한민국의 배우, 가수 하유선.
- 9월 12일 - 프랑스의 배우, 모델 이자벨 카로.
- 9월 13일
  - 대한민국의 야구 선수 김강민.
  - 북한의 축구 선수 리관명.
- 9월 14일
  - 대한민국의 배우 신동욱.
  - 일본의 배우 나리미야 히로키.
- 9월 15일
  - 대한민국의 성우 전해리.
  - 스웨덴의 사미인가수 소피아 얀노크.
- 9월 16일 - 베네수엘라의 야구 선수 라몬 라미레스.
- 9월 17일 - 대한민국의 베이스연주가 김엘리사.
- 9월 18일
  - 대한민국의 가수 박민혜 (빅마마).
  - 대한민국의 배우 하주희.
  - 대한민국의 영화 감독, 각본가 채수응.
- 9월 19일 - 대한민국의 야구 선수 박성훈.
- 9월 20일
  - 대한민국의 배우 박주빈.
  - 중국의 배우 겸 가수 후거.
- 9월 21일
  - 대한민국의 배우, 재무설계사 여현수.
  - 조선민주주의인민공화국의 유도 선수 박철민.
- 9월 22일
  - 대한민국의 모델 이송정.
  - 네덜란드의 축구 선수 마르턴 스테켈렌뷔르흐.
  - 잉글랜드의 배우 및 가수 빌리 파이퍼.
- 9월 23일 - 대한민국의 배우 이하나.
- 9월 24일
  - 대한민국의 배우 이지수.
  - 미국의 체조 선수 폴 햄.
  - 이탈리아의 전 축구 선수 크리스티안 다니엘 레데스마.
- 9월 25일
  - 대한민국의 배우 현빈.
  - 대한민국의 희극인 황제성.
  - 태국의 배우, 모델 레일라 분야삭.
- 9월 26일 - 대한민국의 아프리카TV 소희짱.
- 9월 27일
  - 미국의 랩과 가수 릴 웨인.
  - 대한민국의 가수 제이 윤 (엠씨 더 맥스). (~2021년)
  - 스웨덴의 축구 선수 마르쿠스 로센베리.
  - 대한민국의 전 야구 선수 김태구.
- 9월 28일
  - 대한민국의 아나운서 정민아.
  - 대한민국의 모던 록 밴드 윤덕원. (브로콜리 너마저)
  - 일본의 살인범, 아키하바라 살인 사건의 피의자 가토 도모히로. (~2022년)
  - 미국의 가수 세인트 빈센트.
  - 미국의 농구 선수 에메카 오카포.
  - 일본의 전 축구 선수 데쓰토 히로시.
- 9월 30일
  - 대한민국의 아나운서 이정미.
  - 미국의 배우 키어런 컬킨.

### 10월
- 10월 1일 - 대한민국의 광고 제작자 이제석.
- 10월 2일
  - 대한민국의 야구 선수 정근우.
  - 일본의 만화가 요시카와 미키.
- 10월 3일 - 우즈베키스탄의 축구 선수 세르베르 제파로프.
- 10월 4일
  - 대한민국의 래퍼 쇼리 J (마이티 마우스).
  - 대한민국의 배우 우강민.
  - 대한민국의 방송인 그레이스 리.
  - 미국의 전 야구 선수 라이언 사도스키.
- 10월 5일
  - 대한민국의 배우 김빈우.
  - 일본의 레슬링 선수 요시다 사오리.
- 10월 6일 - 루마니아의 전 축구 선수 다니엘 니쿨라에.
- 10월 7일
  - 일본의 배우 쿠로다 코헤이.
  - 중국의 피아니스트 리윈디.
  - 잉글랜드의 축구 선수 저메인 디포.
- 10월 8일 - 대한민국의 배우 박효주.
- 10월 9일
  - 대한민국의 쇼트트랙 선수 오세종. (~2016년)
  - 카메룬의 축구 선수 모데스트 음바미. (~2023년)
- 10월 10일 - 사우디아라비아의 축구 선수 야세르 알 카타니.
- 10월 11일
  - 대한민국의 야구 선수 채태인.
  - 러시아의 모델 발렌티나 젤랴예바.
  - 쿠바의 역도 선수 하디에르 바야다레스.
- 10월 12일
  - 일본의 배우 오토구로 에리.
  - 캐나다의 배우 사라 스미스.
  - 미국의 저널리스트, 정치인 라라 트럼프.
- 10월 13일
  - 대한민국의 배우 조윤희.
  - 아이슬란드의 축구 선수 카우리 아우르드나손.
  - 오스트레일리아의 수영 선수 이언 소프.
- 10월 14일
  - 미국의 장거리 육상 선수 라이언 홀.
  - 대한민국의 배우 민영.
- 10월 15일
  - 미국 태생 대한민국의 수영 선수 성민.
  - 대한민국의 가수 태인.
  - 일본의 배우 마키 요코.
  - 대한민국의 트로트 가수 연지후.
- 10월 16일
  - 대한민국의 배우 김아중.
  - 대한민국의 희극인 안윤상.
- 10월 17일 - 미국의 야구 선수 벤자민 주키치.
- 10월 18일 - 대한민국의 가수 박현빈.
- 10월 19일
  - 대한민국의 희극인 하지영.
  - 오스트리아의 프리스타일 스키 안드레아스 마트.
- 10월 20일 - 대한민국의 배우 차지욱.
- 10월 21일
  - 대한민국의 태권도 선수 이지혜.
  - 말레이시아의 배드민턴 선수 리총웨이.
  - 일본의 성우 사쿠라이 하루미.
  - 대한민국의 가수 마리오.
  - 미국의 배우 맷 댈러스.
- 10월 22일
  - 대한민국의 법조인, 정치인 김남국.
  - 일본의 배우, 모델 마츠모토 리오.
  - 도미니카 공화국의 야구 선수 로빈슨 카노.
- 10월 23일
  - 대한민국의 배우 김은우.
  - 대한민국의 사격 선수 강초현.
  - 대한민국의 전 아나운서 이경희.
- 10월 24일 - 인도네시아의 배우 영화 프로듀서 아비마나 아랴사탸.
- 10월 25일
  - 대한민국의 배우 김기두.
  - 카자흐스탄의 스키 선수 니콜라이 체보티코. (~2021년)
- 10월 26일
  - 대한민국의 음악가, 피아니스트 안준하.
  - 대한민국의 전 축구 선수, 축구 지도자 신수진.
- 10월 27일
  - 대한민국의 아나운서 가애란.
  - 대한민국의 국악인 조엘라.
  - 일본의 배우 쓰카모토 다카시.
  - 카메룬의 전 축구 선수 에밀 음밤바.
- 10월 28일
  - 대한민국의 배우 이규섭.
  - 대한민국의 배우 임혜영.
  - 일본의 가수 쿠라키 마이.
  - 일본의 성우 후쿠이 유카리.
  - 영국의 배우 맷 스미스.
  - 미국의 배우 맷 코언.
- 10월 29일
  - 중화민국의 배우 겸 가수 린이천.
  - 시리아의 제4대 대통령 아메드 알샤라.
- 10월 30일
  - 프랑스의 배우 클레망스 포에지.
  - 대한민국의 배우 배진웅.
  - 일본의 전직 축구 선수 이가와 유스케.
- 10월 31일
  - 대한민국의 전직 스타크래프트 프로게이머, 방송인 홍진호.
  - 대한민국의 아나운서 조충현.

### 11월
- 11월 1일
  - 대한민국의 성우 이재범.
  - 대한민국의 배우 장서원.
  - 대한민국의 변호사 손정혜.
- 11월 2일
  - 일본의 배우 후카다 교코.
  - 일본의 전 축구 선수 무로 다쿠야.
- 11월 3일
  - 대한민국의 배우 이제관.
  - 일본의 배우 김지순.
- 11월 4일 - 대한민국의 트로트가수 김다나.
- 11월 5일 - 대한민국의 배우 한지민.
- 11월 6일 - 대한민국의 농구 선수 주태수.
- 11월 7일
  - 대한민국의 가수 아이비.
  - 대한민국의 배우 김진이.
  - 대한민국의 래퍼 와디.
  - 대한민국의 배우 윤봉길.
- 11월 8일 - 미국의 조정 선수 수전 프런치어.
- 11월 9일
  - 일본의 성우 키쿠치 코코로.
  - 대한민국의 연주가 한지윤.
- 11월 10일
  - 대한민국의 가수 신유.
  - 대한민국의 만화가 미티.
- 11월 11일
  - 대한민국의 가수, 배우 수파사이즈.
  - 대한민국의 배우 허정민.
- 11월 12일
  - 미국의 배우 앤 해서웨이.
  - 대한민국의 전 야구 선수 조영훈.
- 11월 13일
  - 일본의 가수 코다 쿠미.
  - 대한민국의 가수 금비.
  - 대한민국의 희극인 이지수.
- 11월 14일
  - 대한민국의 배우 조안.
  - 대한민국의 성우 김태리.
  - 미국의 배우 로라 램지.
- 11월 15일 - 대한민국의 배우 차용학.
- 11월 17일 - 대한민국의 웹툰 작가 심윤수.
- 11월 18일
  - 대한민국의 배우 차현정.
  - 일본의 성우 와타나베 아케노.
- 11월 19일 - 북한의 인권운동가 신동혁.
- 11월 20일 - 대한민국의 배우, 방송인 판유걸.
- 11월 21일
  - 대한민국의 가수 박준식.
  - 일본의 프로레슬링 선수 타카기 신고.
- 11월 22일 - 중국의 배우 차이줘옌.
- 11월 23일
  - 대한민국의 배우 신성록.
  - 대한민국의 희극인 김태원.
- 11월 24일
  - 대한민국의 아나운서 최혜림.
  - 대한민국의 희극인 김현정.
  - 대한민국의 배우 이유준.
- 11월 25일
  - 중국의 바둑 기사 쿵제.
  - 대한민국의 방송인 풍월량.
- 11월 26일 - 대한민국 배우 송원근.
- 11월 27일
  - 러시아의 축구 선수 알렉산드르 케르자코프.
  - 대한민국의 바둑 기사 조한승.
  - 대한민국의 배우 백승훈.
- 11월 28일 - 대한민국의 가수 안재현.
- 11월 29일 - 미국의 배우 루커스 블랙.
- 11월 30일
  - 대한민국의 배우 정애연.
  - 대한민국의 희극인 장기영.

### 12월
- 12월 1일 - 영국의 배우 리즈 아메드.
- 12월 2일 - 대한민국의 전 배우 백세리.
- 12월 3일
  - 대한민국의 가수 황치열.
  - 대한민국의 스키 점프 선수 최서우.
  - 가나의 전 축구 선수, 축구 지도자 마이클 에시엔.
- 12월 4일 - 오스트레일리아의 목사 닉 부이치치.
- 12월 5일 - 대한민국의 싱어송라이터 조휴일.
- 12월 6일
  - 대한민국의 작가 칼이쓰마.
  - 대한민국의 가수 킹콩.
  - 캐나다의 배우 라이언 케네디.
  - 미국의 배우 라이언 칸스.
  - 미국의 배우 C. J. 토머슨.
- 12월 7일
  - 대한민국의 가수, 배우 음문석.
  - 대한민국의 야구 선수 김경언.
  - 영국의 배우 잭 휴스턴.
  - 일본의 전 축구 선수 다무라 유조.
- 12월 8일
  - 미국의 래퍼 니키 미나즈.
  - 튀르키예의 축구 선수 하미트 알튼토프.
  - 튀르키예의 전 축구 선수 할릴 알튼토프.
  - 잉글랜드의 모델, 배우 해나 웨어.
- 12월 9일 - 일본의 전 배우 오카모토 아야.
- 12월 10일 - 대한민국의 레이싱 모델 손보영.
- 12월 11일 - 대한민국의 성우 한복현.
- 12월 12일
  - 대한민국의 성우 박상훈.
  - 대한민국의 배우 이성우.
- 12월 13일
  - 일본의 배우 키노시타 아유미.
  - 대한민국의 가수 최진이. (럼블피쉬)
  - 미국의 야구 선수 리키 놀래스코.
  - 일본의 배우 나가야마 에이타.
- 12월 14일
  - 대한민국의 배우 이영훈.
  - 대한민국의 배우, 영화감독 구교환.
- 12월 15일
  - 대한민국의 전 가수 신은성.
  - 영국의 배우 찰리 콕스.
- 12월 16일 - 대한민국의 배우 전세현.
- 12월 17일 - 대한민국의 안무가 제이블랙.
- 12월 18일 - 대한민국의 가수 주리.
- 12월 20일
  - 대한민국의 전 야구 선수 조중근.
  - 대한민국의 앵커, 기자 김종석.
- 12월 21일
  - 대한민국의 배우 한승현.
  - 대한민국의 배우 김혁.
- 12월 22일
  - 독일의 에페 선수 브리타 하이데만.
  - 중화인민공화국의 가수 상원제.
  - 대한민국의 가수 지요.
- 12월 23일 - 대한민국의 첼리스트 장한나.
- 12월 24일
  - 일본의 가수, 배우 아이바 마사키 (아라시).
  - 일본의 성우 카키하라 테츠야.
  - 대한민국의 전 야구 선수 정상호.
  - 대한민국의 전 배우 주한울.
- 12월 25일 - 대한민국의 보험건설턴트 최원희.
- 12월 26일
  - 대한민국의 배우 조이진.
  - 일본의 모델, 배우 후지사와 에마.
  - 일본의 영화 배우 오구리 슌.
- 12월 27일 - 일본의 전 야구 선수 쓰치야 뎃페이.
- 12월 28일 - 대한민국의 가수 이정학. (바닐라 유니티)
- 12월 29일
  - 미국의 배우 앨리슨 브리.
  - 쿠바의 역도 선수 이반 캄바르.
- 12월 30일
  - 대한민국의 음악가, 래퍼 쿤타.
  - 대한민국의 드러머 류명훈.
- 12월 31일 - 도미니카공화국의 야구 선수 훌리오 데폴라.

### 미상
- 대한민국의 살인범 김성민.
- 대한민국의 사진작가 장인아.
- 대한민국의 방송인 정윤주.
- 일본의 소설가, 비평가 마에지마 사토시.
- 이란의 축구 선수 모함마드 노스라티.
- 대한민국의 FIFA 온라인 프로게이머 김도형.
- 대한민국의 종합격투기 선수 김도형.
- 대한민국의 배구 선수 김도형.
- 대한민국의 사격 선수 김유연.
- 대한민국의 희극인 김진규.
- 대한민국의 가수 박영화.
- 대한민국의 경마 기수 박진희. (~2010년)
- 대한민국의 배우 이기상.
- 대한민국의 농구 선수 이승현.
- 대한민국의 리포터 겸 모델 이승희.
- 대한민국의 배우 이현.
- 대한민국의 재즈 기타 연주가 정선.
- 미국의 농구 선수 맷 월시.
- 파울리뉴.

## 사망

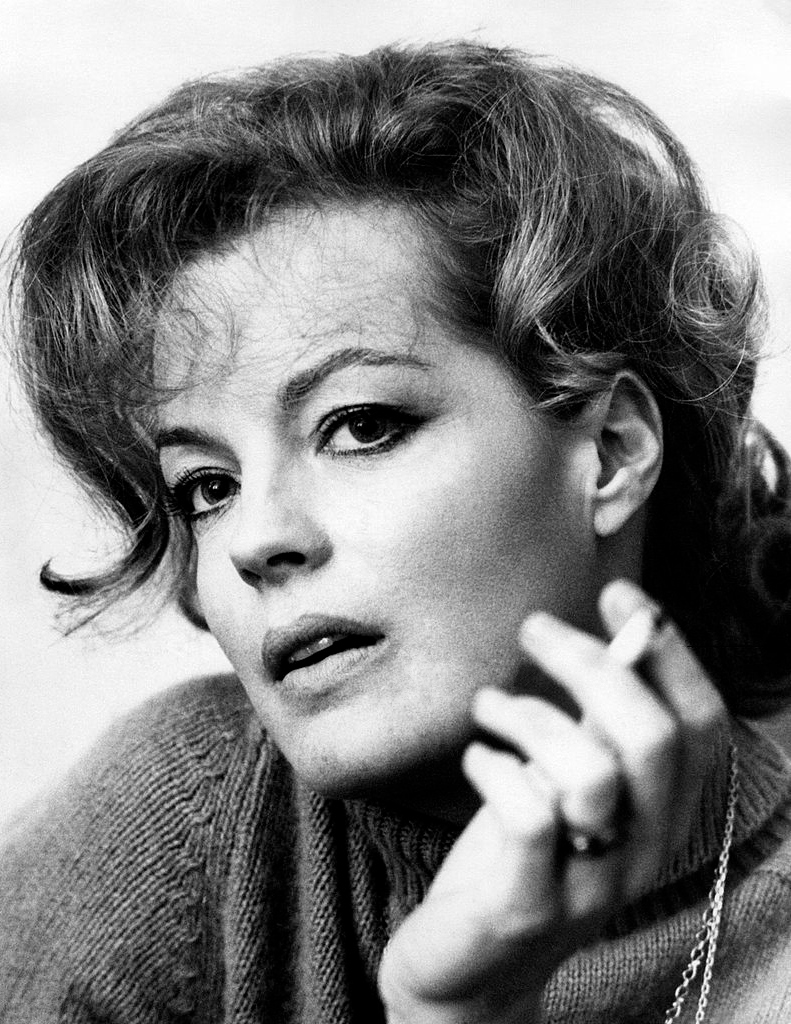
로미 슈나이더

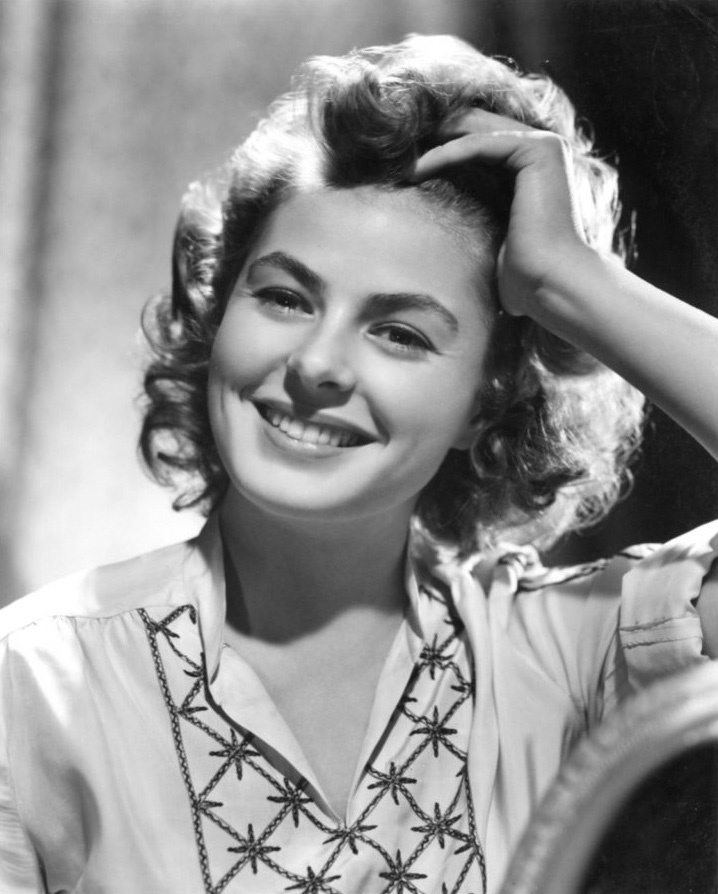
잉그리드 버그먼

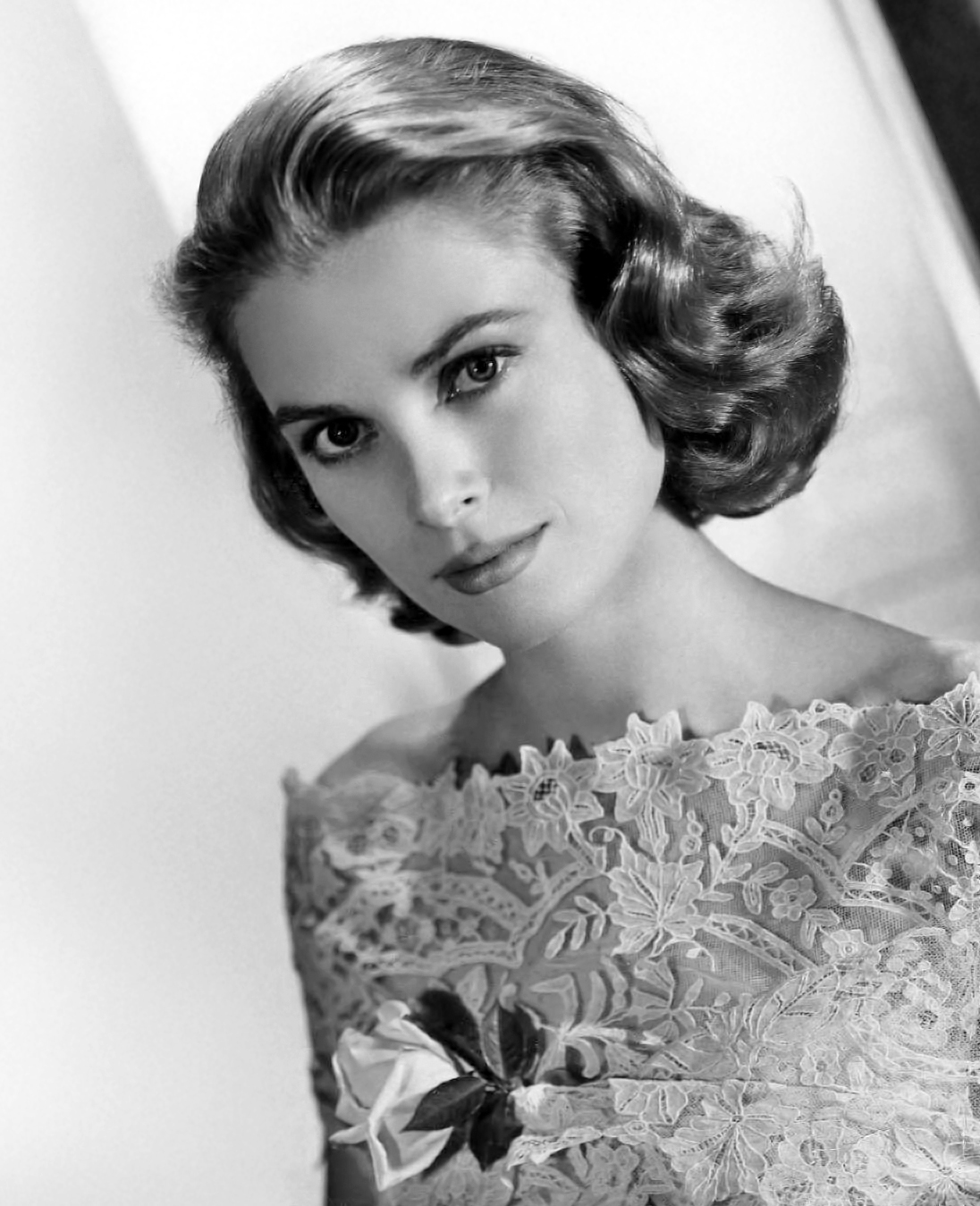
그레이스 켈리

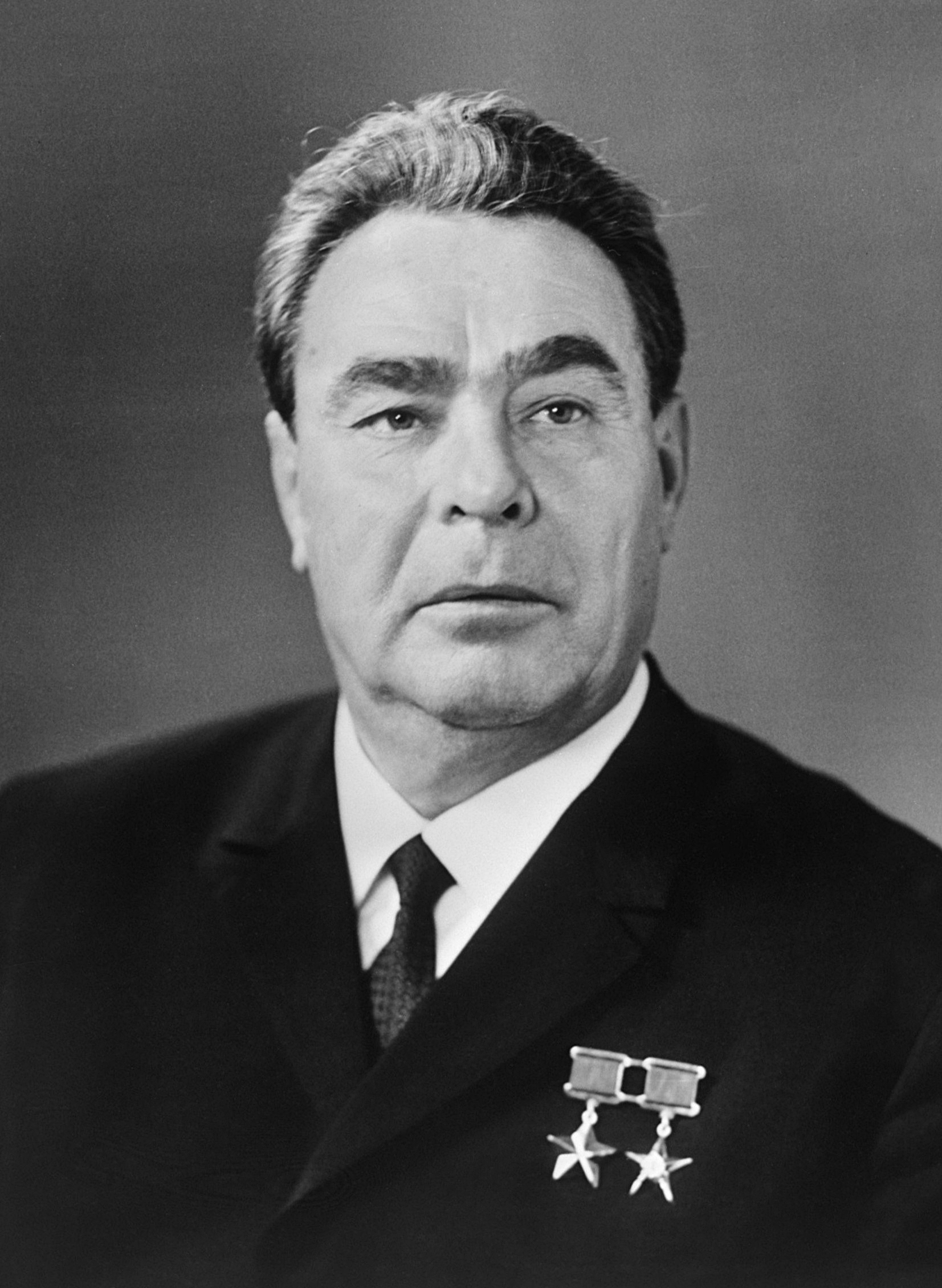
레오니트 브레즈네프

- 3월 2일 - 미국의 작가, 소설가 필립 K. 딕. (1928년~)
- 3월 18일 - 소련의 군인 바실리 추이코프. (1900년~)
- 4월 25일 - 대한민국의 정치인 정일형. (1904년~)
- 4월 29일 - 대한민국의 기업인 정몽필. (1934년~)
- 5월 29일 - 프랑스의 배우 로미 슈나이더. (1938년~)
- 6월 10일 - 독일의 영화감독 라이너 베르너 파스빈더. (1945년~)
- 6월 12일 - 오스트리아의 동물학자 카를 폰 프리슈. (1886년~)
- 6월 13일 - 사우디아라비아의 제4대 국왕 칼리드 빈 압둘아지즈 알사우드. (1913년~)
- 7월 23일 - 미국의 미술가 베티 파슨스. (1900년~)
- 8월 12일
  - 러시아의 시인, 작가 바를람 샬라모프. (1907년~)
  - 미국의 배우 헨리 폰다. (1905년~)
- 8월 29일 - 스웨덴의 영화배우 잉그리드 버그먼. (1915년~)
- 9월 1일 - 폴란드의 정치인, 최고서기 브와디스와프 고무우카. (1905년~)
- 9월 14일 - 미국의 영화배우 그레이스 켈리. (1929년~)
- 9월 18일 - 대한민국의 시인, 작가 이은상. (1903년~)
- 9월 27일 - 대한민국의 독립운동가 이신애. (1891년~)
- 11월 1일 - 미국의 영화 감독 킹 비도어. (1894년~)
- 11월 5일 - 대한민국의 예술가 차학경. (1951년~)
- 11월 10일 - 구 소련의 정치인 레오니트 브레즈네프. (1906년~)
- 11월 18일 - 대한민국의 권투 선수 김득구. (1955년~)

## 노벨상
- 경제학상: 조지 스티글러
- 문학상: 가브리엘 가르시아 마르케스
- 물리학상: 케네스 G. 윌슨
- 생리학 및 의학상: 수네 베리스트룀, 벵트 잉에마르 사무엘손, 존 로버트 베인
- 평화상: 알바 뮈르달, 알폰소 가르시아 로블레스
- 화학상: 아론 클루그

## 달력
| 1월 |    |    |    |    |    |    |
| 일  | 월 | 화 | 수 | 목 | 금 | 토 |
|     |    |    |    |    | 1  | 2  |
| 3   | 4  | 5  | 6  | 7  | 8  | 9  |
| 10  | 11 | 12 | 13 | 14 | 15 | 16 |
| 17  | 18 | 19 | 20 | 21 | 22 | 23 |
| 24  | 25 | 26 | 27 | 28 | 29 | 30 |
| 31  |    |    |    |    |    |    |

| 2월 |    |    |    |    |    |    |
| 일  | 월 | 화 | 수 | 목 | 금 | 토 |
|     | 1  | 2  | 3  | 4  | 5  | 6  |
| 7   | 8  | 9  | 10 | 11 | 12 | 13 |
| 14  | 15 | 16 | 17 | 18 | 19 | 20 |
| 21  | 22 | 23 | 24 | 25 | 26 | 27 |
| 28  |    |    |    |    |    |    |

| 3월 |    |    |    |    |    |    |
| 일  | 월 | 화 | 수 | 목 | 금 | 토 |
|     | 1  | 2  | 3  | 4  | 5  | 6  |
| 7   | 8  | 9  | 10 | 11 | 12 | 13 |
| 14  | 15 | 16 | 17 | 18 | 19 | 20 |
| 21  | 22 | 23 | 24 | 25 | 26 | 27 |
| 28  | 29 | 30 | 31 |    |    |    |

| 4월 |    |    |    |    |    |    |
| 일  | 월 | 화 | 수 | 목 | 금 | 토 |
|     |    |    |    | 1  | 2  | 3  |
| 4   | 5  | 6  | 7  | 8  | 9  | 10 |
| 11  | 12 | 13 | 14 | 15 | 16 | 17 |
| 18  | 19 | 20 | 21 | 22 | 23 | 24 |
| 25  | 26 | 27 | 28 | 29 | 30 |    |

| 5월 |    |    |    |    |    |    |
| 일  | 월 | 화 | 수 | 목 | 금 | 토 |
|     |    |    |    |    |    | 1  |
| 2   | 3  | 4  | 5  | 6  | 7  | 8  |
| 9   | 10 | 11 | 12 | 13 | 14 | 15 |
| 16  | 17 | 18 | 19 | 20 | 21 | 22 |
| 23  | 24 | 25 | 26 | 27 | 28 | 29 |
| 30  | 31 |    |    |    |    |    |

| 6월 |    |    |    |    |    |    |
| 일  | 월 | 화 | 수 | 목 | 금 | 토 |
|     |    | 1  | 2  | 3  | 4  | 5  |
| 6   | 7  | 8  | 9  | 10 | 11 | 12 |
| 13  | 14 | 15 | 16 | 17 | 18 | 19 |
| 20  | 21 | 22 | 23 | 24 | 25 | 26 |
| 27  | 28 | 29 | 30 |    |    |    |

| 7월 |    |    |    |    |    |    |
| 일  | 월 | 화 | 수 | 목 | 금 | 토 |
|     |    |    |    | 1  | 2  | 3  |
| 4   | 5  | 6  | 7  | 8  | 9  | 10 |
| 11  | 12 | 13 | 14 | 15 | 16 | 17 |
| 18  | 19 | 20 | 21 | 22 | 23 | 24 |
| 25  | 26 | 27 | 28 | 29 | 30 | 31 |

| 8월 |    |    |    |    |    |    |
| 일  | 월 | 화 | 수 | 목 | 금 | 토 |
| 1   | 2  | 3  | 4  | 5  | 6  | 7  |
| 8   | 9  | 10 | 11 | 12 | 13 | 14 |
| 15  | 16 | 17 | 18 | 19 | 20 | 21 |
| 22  | 23 | 24 | 25 | 26 | 27 | 28 |
| 29  | 30 | 31 |    |    |    |    |

| 9월 |    |    |    |    |    |    |
| 일  | 월 | 화 | 수 | 목 | 금 | 토 |
|     |    |    | 1  | 2  | 3  | 4  |
| 5   | 6  | 7  | 8  | 9  | 10 | 11 |
| 12  | 13 | 14 | 15 | 16 | 17 | 18 |
| 19  | 20 | 21 | 22 | 23 | 24 | 25 |
| 26  | 27 | 28 | 29 | 30 |    |    |

| 10월 |    |    |    |    |    |    |
| 일   | 월 | 화 | 수 | 목 | 금 | 토 |
|      |    |    |    |    | 1  | 2  |
| 3    | 4  | 5  | 6  | 7  | 8  | 9  |
| 10   | 11 | 12 | 13 | 14 | 15 | 16 |
| 17   | 18 | 19 | 20 | 21 | 22 | 23 |
| 24   | 25 | 26 | 27 | 28 | 29 | 30 |
| 31   |    |    |    |    |    |    |

| 11월 |    |    |    |    |    |    |
| 일   | 월 | 화 | 수 | 목 | 금 | 토 |
|      | 1  | 2  | 3  | 4  | 5  | 6  |
| 7    | 8  | 9  | 10 | 11 | 12 | 13 |
| 14   | 15 | 16 | 17 | 18 | 19 | 20 |
| 21   | 22 | 23 | 24 | 25 | 26 | 27 |
| 28   | 29 | 30 |    |    |    |    |

| 12월 |    |    |    |    |    |    |
| 일   | 월 | 화 | 수 | 목 | 금 | 토 |
|      |    |    | 1  | 2  | 3  | 4  |
| 5    | 6  | 7  | 8  | 9  | 10 | 11 |
| 12   | 13 | 14 | 15 | 16 | 17 | 18 |
| 19   | 20 | 21 | 22 | 23 | 24 | 25 |
| 26   | 27 | 28 | 29 | 30 | 31 |    |

### 음양력 대조 일람
| 음력월 | 월건 | 대소 | 음력 1일의 양력 월일 | 음력 1일 간지 |
| ------ | ---- | ---- | -------------------- | ------------- |
| 1월    | 임인 | 대   | 1월 25일             | 무신          |
| 2월    | 계묘 | 소   | 2월 24일             | 무인          |
| 3월    | 갑진 | 대   | 3월 25일             | 정미          |
| 4월    | 을사 | 소   | 4월 24일             | 정축          |
| 윤4월  |      | 소   | 5월 23일             | 병오          |
| 5월    | 병오 | 대   | 6월 21일             | 을해          |
| 6월    | 정미 | 소   | 7월 21일             | 을사          |
| 7월    | 무신 | 소   | 8월 19일             | 갑술          |
| 8월    | 기유 | 대   | 9월 17일             | 계묘          |
| 9월    | 경술 | 대   | 10월 17일            | 계유          |
| 10월   | 신해 | 소   | 11월 16일            | 계묘          |
| 11월   | 임자 | 대   | 12월 15일            | 임신          |
| 12월   | 계축 | 대   | 1983년 1월 14일      | 임인          |